# 夏音 (優里の曲)
「夏音」 (なつね) は、日本のシンガーソングライター・優里の楽曲。メジャー7作目の配信限定シングルとして2021年9月19日にリリースされた。

## 概要
楽曲は、優里のバイラル大ヒット曲『ドライフラワー』と初のオリジナル曲『かくれんぼ』の歌世界＝クロスストーリーをオリジナルドラマ化した、Huluにて独占配信中のドラマ「ドライフラワー-七月の部屋-」の第１話のために書き下ろした、儚くも切ないロックバラード。

## 収録曲
1. 夏音 
  - 作詞・作曲：優里